# Polystichtis lyncestes
Polystichtis lyncestes är en fjärilsart som beskrevs av William Chapman Hewitson 1847. Polystichtis lyncestes ingår i släktet Polystichtis och familjen Riodinidae. Inga underarter finns listade i Catalogue of Life.